# Гравина-ин-Пулья
Грави́на-ин-Пу́лья (итал. Gravina in Puglia) — коммуна в Италии, располагается в регионе Апулия, в провинции Бари.
Население составляет 47 000 человек (2008 г.), плотность населения составляет 115 чел./км². Занимает площадь 381 км². Почтовый индекс — 70024. Телефонный код — 080.
Покровителями коммуны почитаются Архангел Михаил, San Filippo Neri (copatrono), празднование 29 сентября.

## История

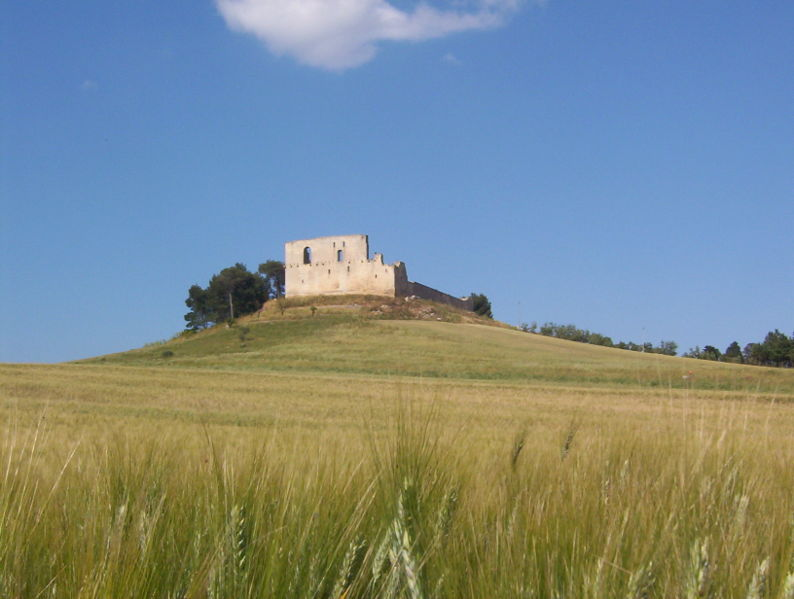
Руины замка Фридриха II в Гравине-ин-Пулья (XIII в.)

Происхождение названия Gravina традиционно связывают с латинским grava («скала»). Легендарная версия увязывает его с высказыванием в адрес города побывавшего в нём в XIII веке императора Священной Римской империи Фридриха II «даёт зерно и вино» (лат. Grana dat et vina), увековеченным в местном городском гербе.
Занимая выгодное стратегическое положение, город имеет очень древнюю историю. Территория его, богатая водой и лесом, была заселена ещё в верхнем палеолите, в неолите же здесь уже имелось несколько поселений, крупнейшие из которых располагались в районе холма Ботроманьо, а также в Сан-Паоло, Вагнари, Сан-Стефано и Сан-Стасо.
В античные времена город был известен под названием Сильвион (Σιλβìον), или Сидис (Σίδις). Он активно заселялся греческими поселенцами, получив статус полиса с правом чеканки собственной монеты. Находка в некрополе Вагнари останков выходца из Азии, относящихся к 200 году до н. э., свидетельствует о существовании связей местного населения с Востоком уже в те далёкие времена.
Диодор Сицилийский упоминает его как апулийский город, отвоёванный римлянами у самнитов в ходе второй самнитской войны в 306 году до н. э. Страбон называет его пограничным городом певкетов, а Плиний Старший — одним из муниципиев Апулии. Знаменитая Аппиева дорога, связывавшая Рим с Брундизием, проходила через Гравину, носившую в римские времена название Сильвиум (лат. Silvium).
В VI веке городом управляли сначала византийцы, затем лангобарды, а в IX веке он был захвачен арабами. Отвоёванный в XI веке норманнами, он стал центром одного из графств Сицилийского королевства, получив название Гараньоне. Норманнское владычество увековечено было в кафедральном соборе Санта-Мария-Ассунта (Вознесения Девы Марии), заложенном графом Апулии Умфридом де Отвилем (1052-1057).
В XIII-XIV веках город входил в состав Неаполитанского королевства. Его непосредственным образом коснулись бурные события освободительной войны 1348-1351 годов против короля Венгрии Людовика I Великого, вторгшегося в страну в ответ на убийство своего брата Андрея Венгерского супругой последнего — правящей королевой Джованной I. В феврале-апреле 1349 года Гравина на короткое время была оккупирована войсками трансильванского воеводы Стефана I Ласковича, поддержанных местной провенгерской группировкой во главе с городским нотариусом Доменико да Гравина, красочно описавшим эти события в своей «Хронике событий, относящихся к Апулии».
С 1386 по 1816 год город являлся феодальным владением семьи Орсини. В 1649 году здесь родился папа Бенедикт XIII, в миру Пьетро Франческо Орсини-Гравина (1734–1730). Жестокие феодальные порядки вызывали неоднократные возмущения, усилившиеся после 1789 года и вспыхивавшие вплоть до Рисорджименто.
В конце XIX — начале XX века на страницах Энциклопедического словаря Брокгауза и Ефрона в заметке об этом населённом пункте говорилось: «16905 жителей. Старинный кафедральный собор (XV в.) и замок императора Фридриха II. Значительная добыча селитры; разводятся рогатый скот и лошади».
В годы второй мировой войны Гравина сильно пострадала от бомбардировок союзников.
В настоящее время в городе располагается администрация Национального парка «Альта Мурджиа», в состав которого, помимо природных ландшафтов, входят многие памятники церковной, военной и гражданской архитектуры Апулии.

## Демография
Динамика населения: